# Tri musjketjora
Tri musjketjora (russisk: Три мушкетёра) er en russisk spillefilm fra 2013 af Sergej Zjigunov.

## Medvirkende
- Jurij Tjursin som Athos
- Alexej Makarov som Porthos
- Pavel Barsjak som Aramis
- Rinal Mukhametov som d'Artagnan
- Anna Starsjenbaum som Constance Bonacieux